# Сново-Здорово
Сново-Здорово — село в Шацком районе Рязанской области в составе Кучасьевского сельского поселения.

## Географическое положение
Село Снова-Здорово расположено на Окско-Донской равнине на реке Аза в устье небольшого ручья, на котором устроен пруд, в 13 км к северо-востоку от города Шацка. Расстояние от села до районного центра Шацк по автодороге — 24 км.
К югу от села расположены балки Фирсов Овраг и Орлов Овраг, к востоку — балка Студенка по дну которой протекает временный водоток того же названия. Ближайшие населённые пункты — деревни Липовка, Подысаково, села Сборное, Новороманово, и поселок Ранние Всходы.

## Население
| 1989 | 2010 | 2012 |
| ---- | ---- | ---- |
| 252  | ↘203 | ↗243 |

## Происхождение названия
По данным рязанских краеведов, есть несколько топонимических легенд о происхождения довольно экзотического названия этого села.
1. в давние времена на месте нынешнего села Сново-Здорово то и дело встречались два помещика, чьи имения находились рядом. Едут утром — здороваются, к вечеру возвращаются — снова: «Здорово!»[5].
2. раньше жители этих мест занимались отходничеством — ходили на заработки в города. Одни идут в город, а другие уже домой. Встретились, поздоровались — и разошлись. А через какое-то время — те же люди на той же дороге. «Снова здорово!» — говорят[5].
3. проезжал как-то через эти места некий человек. Искал какую-то деревню. А дорог-то здесь много. Вот он и заплутал. Плутал, плутал, пока не оказался снова на том же месте. «Вот те и сново-здорово!» — воскликнул он, узнав недавно оставленное место. Позже тут возникло село, которое так и назвали — Сново-Здорово. По прошествии многих лет это название закрепилось настолько, что все попытки переименования были обречены на провал[5].

Рязанский краевед Н. Левошин высказал версию, что источником названия деревни стало прозвище её основателя, который часто использовал в речи выражение «снова здорово!», за что и получил такое прозвище.
Вплоть до начала XX в. населённый пункт имел и другое написание названия — Сновоздравая.

## История
К 1911 г., по данным А. Е. Андриевского, деревня Сновоздравая относилась к приходу Преображенской церкви села Колтырино и в ней насчитывалось 76 крестьянских дворов, в которых проживало 310 душ мужского и 340 женского пола.
В советское время Сново-Здорово получает статус села; здесь располагались центральная усадьба колхоза, школа, дом культуры.

## Транспорт
Основные грузо- и пассажироперевозки осуществляются автомобильным транспортом.

## Известные уроженцы
- Василий Арсентьевич Сухов (1912-1943 гг.) — рядовой 69-го сапёрного батальона 690-го стрелкового полка 126-й стрелковой дивизии, Герой Советского Союза.